# Octavian Smigelschi
Octavian ou Octav Smigelschi (nom également écrit Smigelski, Smighelschi, Szmigelszki ou Szmigelschi ; en hongrois : Szmigelszki Oktáv), né le 21 mars 1866 à Ludoș (hu) et mort le 10 novembre 1912 à Budapest, est un peintre austro-hongrois originaire de Transylvanie. 

## Biographie
Octavian Smigelschi naît le 21 mars 1866 à Ludoș en Transylvanie, autrefois province de l'Empire austro-hongrois, et désormais en Roumanie. Son père, Mihaïl Śmigielski, est un polonais réfugié en Transylvanie à la suite de l'échec de l'insurrection de Grande-Pologne de 1848 et sa mère est d'origine macédonienne. Octavian Smigelschi s'est marié avec Marie Trinchieri, d'origine italienne. Ils ont eu une fille, Anamaria, artiste plasticienne et graphiste à la carrière internationale.
Octavian Smigelschi fréquente l'école dans son village natal et, en 1880, il est inscrit au lycée hongrois à Sibiu. C'est là qu'il se lie d'amitié avec Fritz Schullerus, et tous deux suivent des cours d'art chez Carl Dörschlag, un immigrant allemand. Après avoir obtenu son diplôme en 1884, il obtient une bourse publique pour étudier à l'Université hongroise des beaux-arts à Budapest, dirigée par Bertalan Székely avec Schullerus. Il termine son apprentissage à Budapest en 1889. L'année suivante, il sollicite une bourse en Roumanie, expliquant que la Hongrie étouffe sa créativité. Finalement intégré par le système éducatif hongrois, il est nommé professeur d'art dans la ville de Banská Štiavnica, une ville de la Haute-Hongrie (Slovaquie ). 

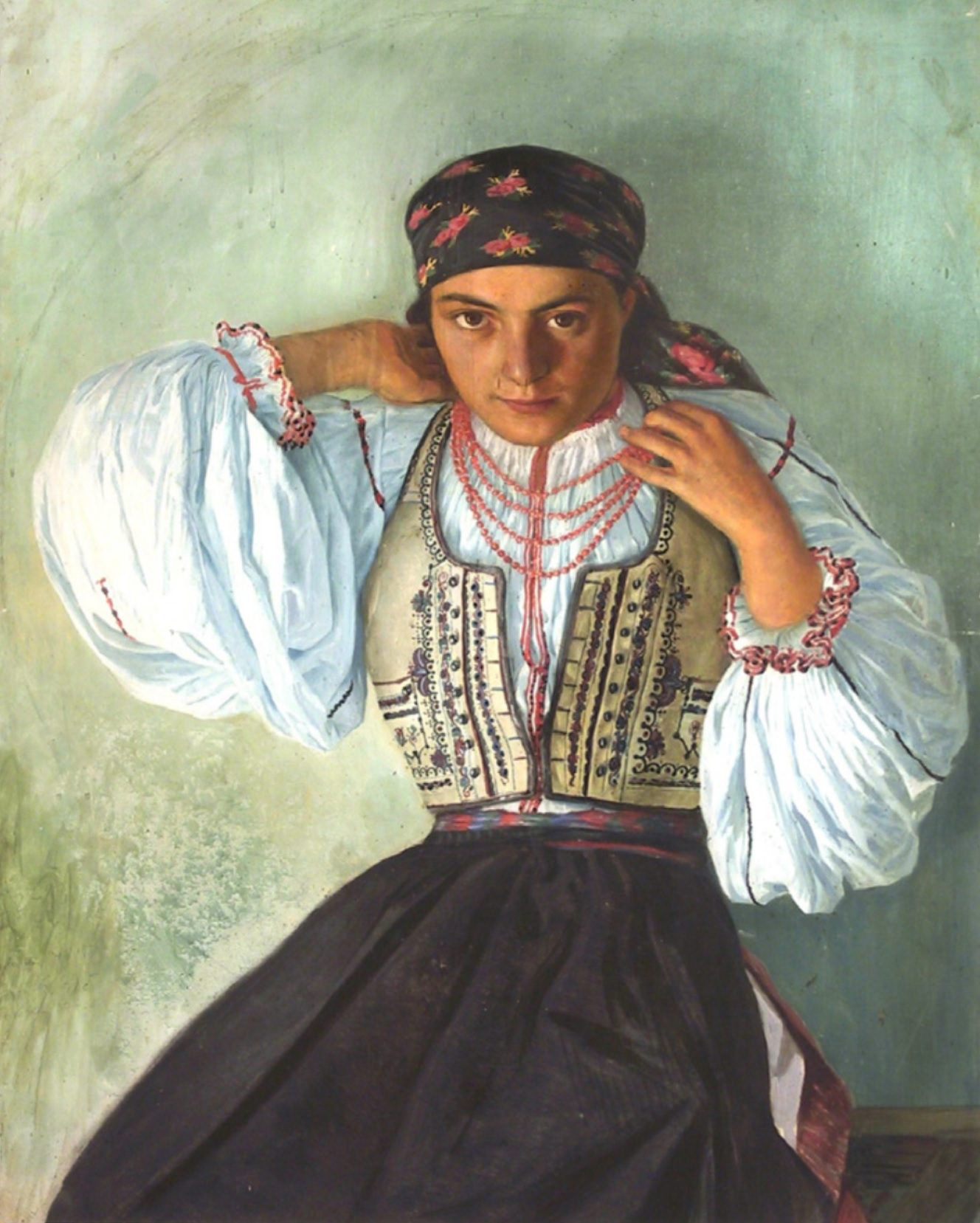
Paysanne roumaine.

En 1890, il tient sa première exposition à Sibiu, aux côtés de Schullerus et d'un autre compatriote saxon de Transylvanie. En 1892, il est engagé pour enseigner l'art au Lycée d'État de Dumbrăveni. Il occupe ce poste jusqu'en 1911, date à laquelle il se retire pour se consacrer à la peinture.
Smigelschi a beaucoup voyagé. Il est allé à Venise et Ravenne en 1898-1899 pour y étudier les fresques et mosaïques byzantines. Il a étudié les représentations religieuses de nombreuses églises et monastères roumains.
L'œuvre de Smigelschi comprend un nombre important d'œuvres couvrant tous les genres : les portraits, paysages ruraux roumains, les compositions symboliques et religieuses, les représentations animalières et les études de costume. Mais sa principale contribution s'est concrétisée dans la peinture monumentale de fresques religieuses en particulier dans la cathédrale orthodoxe de la Sainte-Trinité de Sibiu. Il a décoré de nombreuses autres églises roumaines. Il souhaitait la création d'un art monumental de caractère national-roumain à la fois religieux et profane,.
Il meurt le 10 novembre 1912 à Budapest.

## Sélection d'œuvres
- Portrait de fille, collection privée.
- Paysan, Musée national Brukenthal de Sibiu.
- Autoportrait, Musée national Brukenthal de Sibiu.
- Mihaïl Smigelschi père, collection privée.

## Hommages
Une exposition « Octavian Smigelschi - entre tradition et innovation » lui est consacrée au Palais Braunstein à Jassy en Roumanie en novembre 2023.

## Galerie

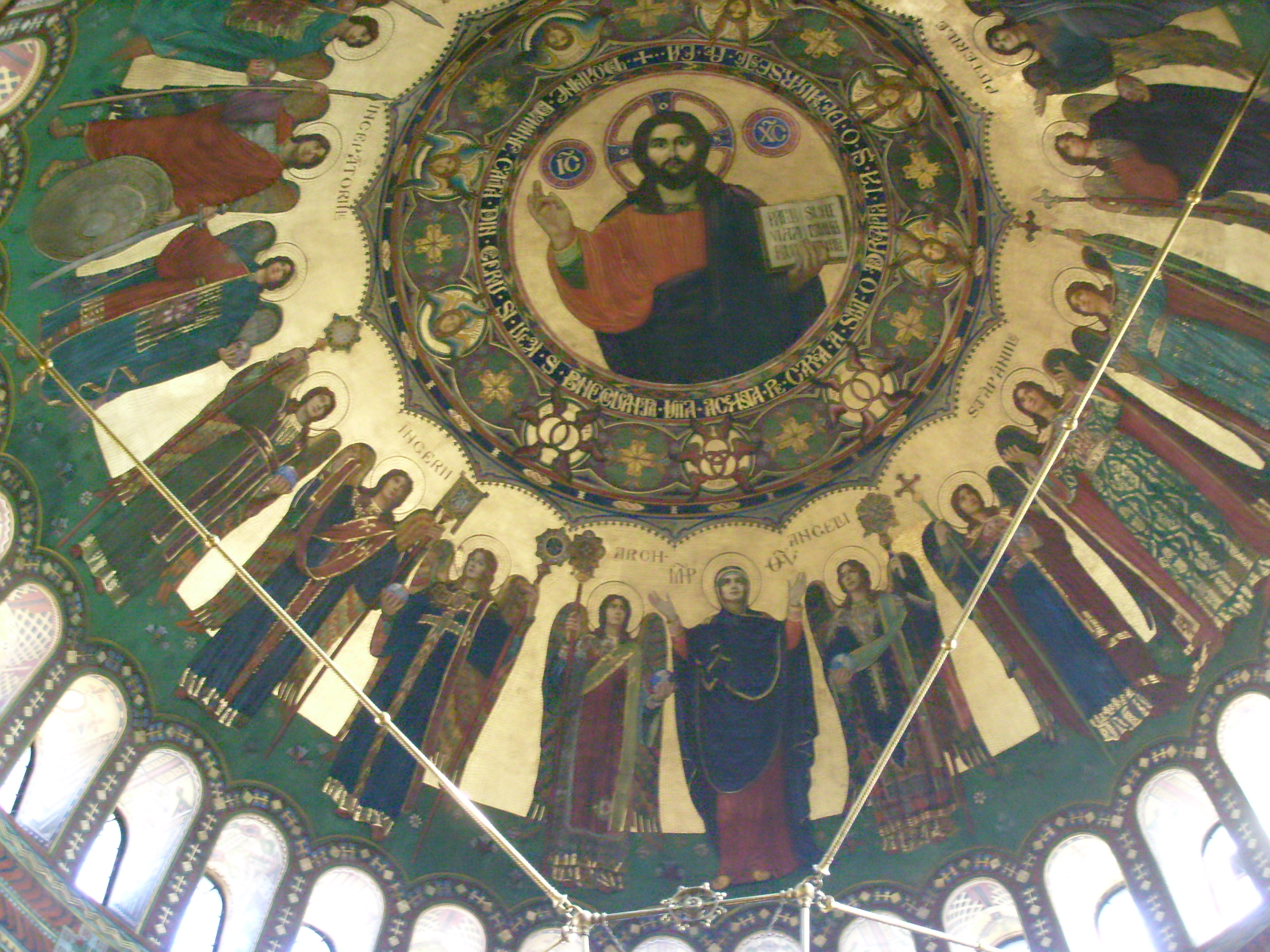
Fresque du Pantocrator, cathédrale orthodoxe de la Sainte-Trinité à Sibiu.
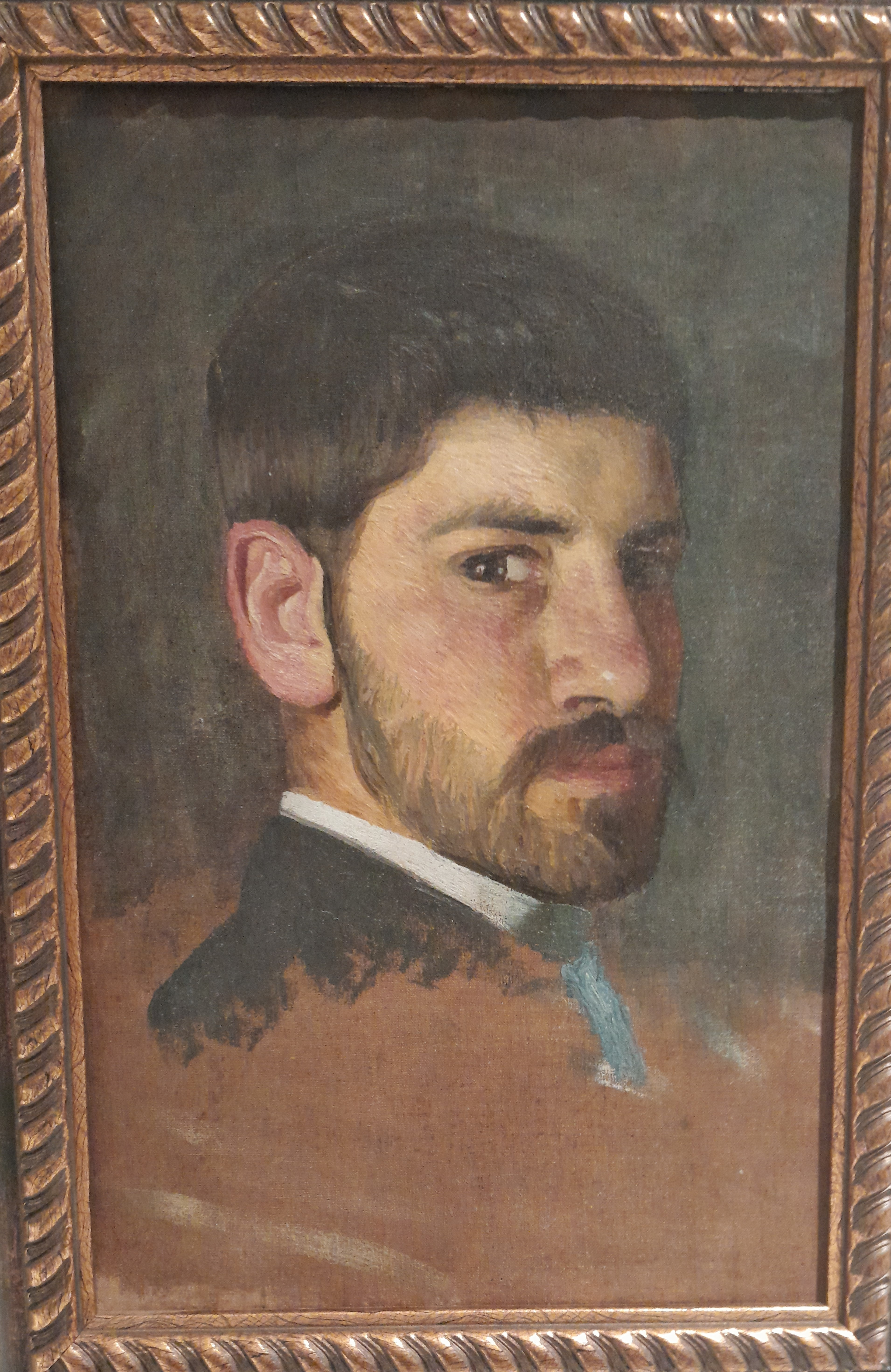
Octavian Smigelschi, autoportrait.
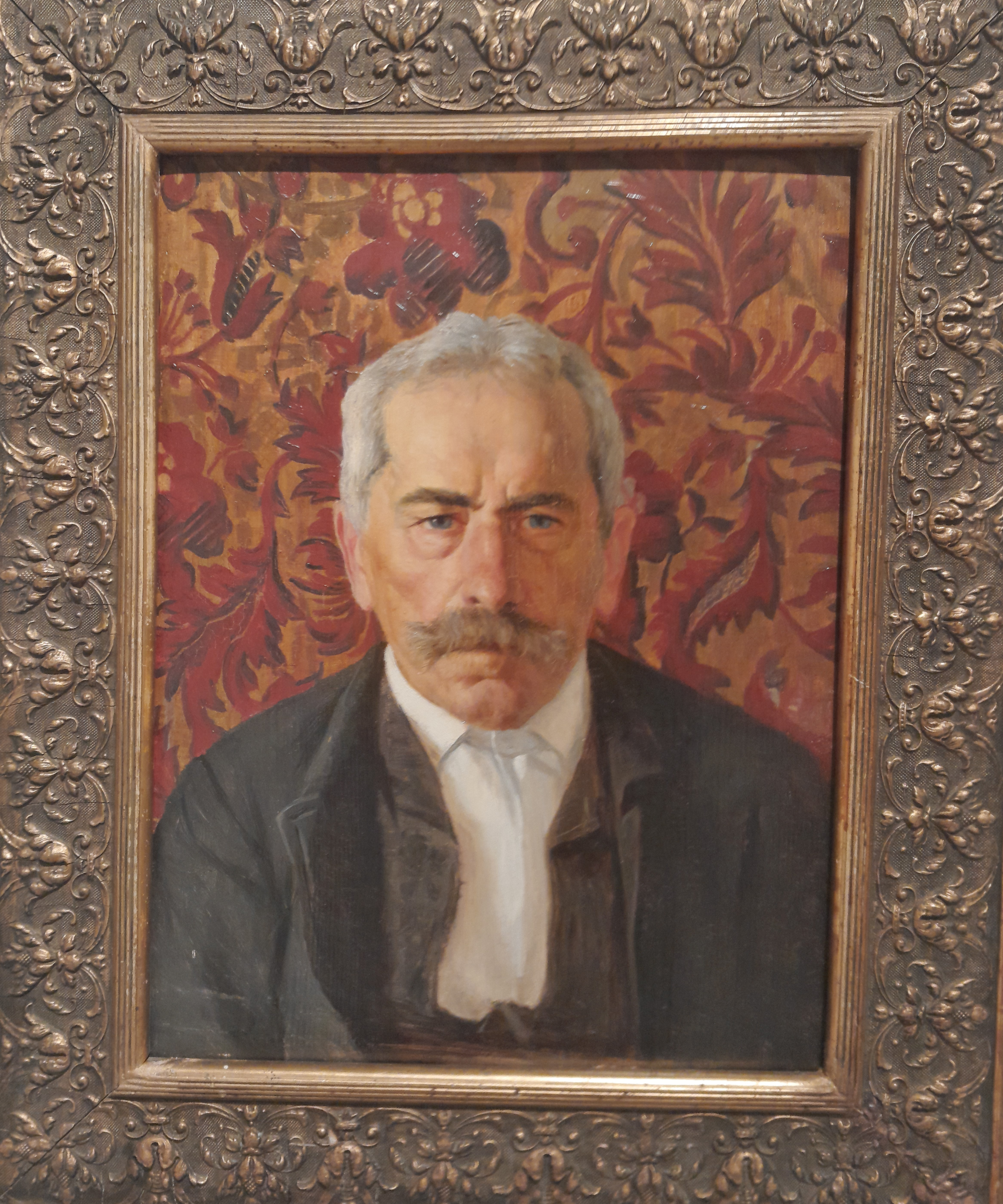
Mihaïl Smigelschi, père de l'artiste.
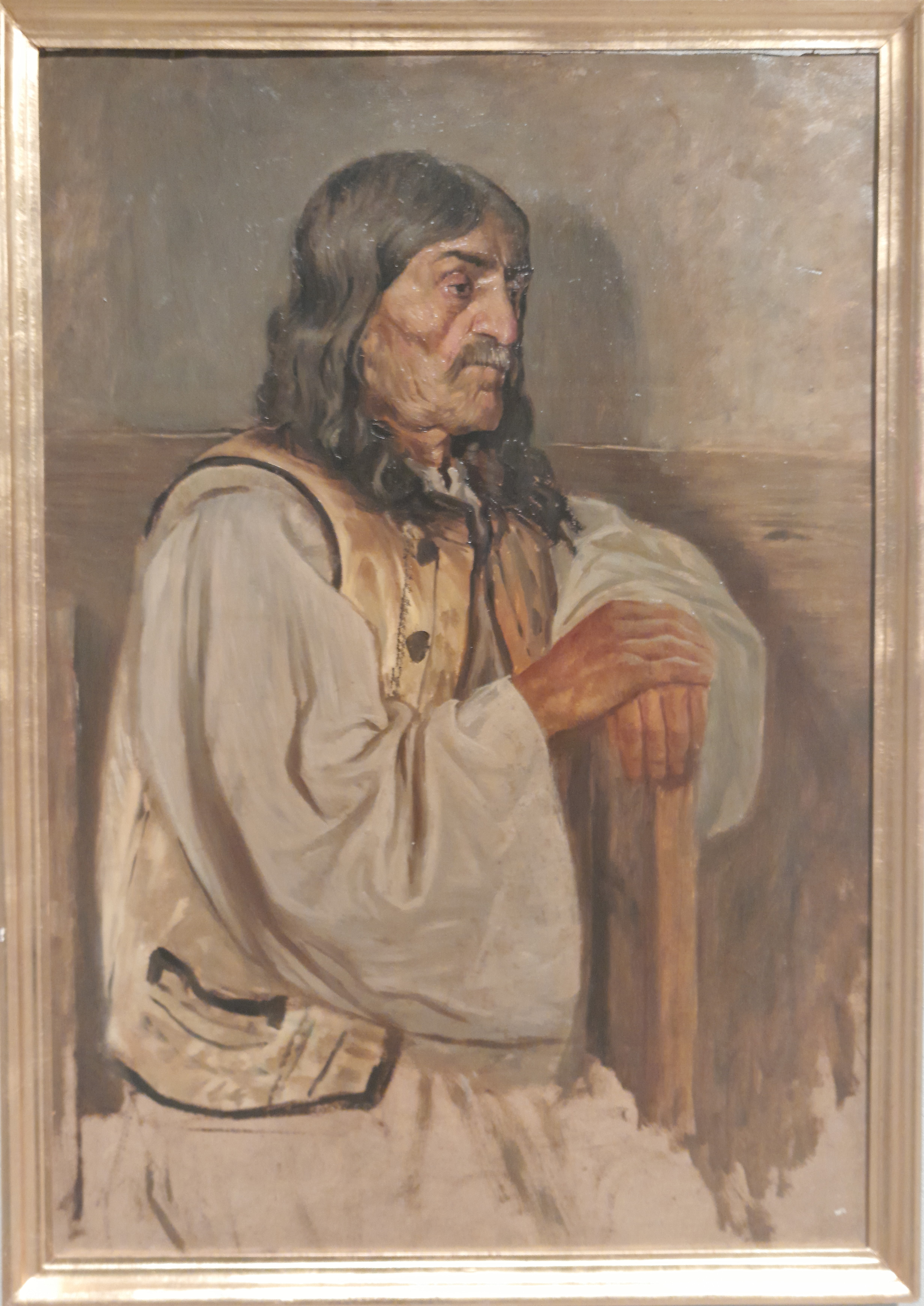
Paysan roumain.